# アイディ
アイディ（英: Aidi）は、モロッコ原産の犬種のひとつである。
シープドッグと名につくが、実際には羊や牛などの家畜や飼い主、財産などを泥棒やヤマネコなどから守るガードドッグとしての使役を担っている。アメリカなどでもガードドッグやショードッグとしても飼育されており、親せき種とともに人気を博している。

## 歴史
アイディはモロッコの農場や遊牧民の間で飼われていて、非常に古い歴史を持つ。北アフリカに住むベルベル人が飼っている犬種は、各部族によって微妙に姿と名前が異なる。それらの中で主なものは、アルジェリアのウル・ナイルとこのモロッコのアイディである。他にもざっと2、3種の親せき種がいるようだが、顕著な特徴を持つものはウル・ナイルとアイディだけである。
なお、アイディやウル・ナイルなど北アフリカのガードドッグをまとめてアトラス・シープドッグということもあり、実際に一まとめにしている国はある。
1963年にアトラス・シープドッグという名前で公認されたが、実際にはシープドッグではなく、1969年に公認が取り消された。

## 特徴
体高53cmから63.5cm、体重25kgの大型犬。ヤマネコやヘビなどと戦うときに噛まれて怪我をしないように、大きめの垂れ耳は丸く短く断耳され（ドーベルマンの断耳とは全く異なる）、ふさふさとした垂れ尾は非常に短く断尾されていた（ちょうどスキッパーキの断尾と同じ）。現在はされない事のほうが多い。なお、ウル・ナイルは現在でも伝統的に断耳・断尾を施されている。
性格は勇気があり、愛情深いが、神経質な面もあるので根気よく丁寧な躾が必要である。 また、ガードドッグであるために警戒心が強く、見知らぬ人に気を許さない。さらに嗅覚が優れているらしく、蛇の臭いを嗅ぎつけて危険を察知する能力があるといわれている。飼育には多くの運動と換毛期のブラッシングが必要だが、自然の中でのアウトドアのお供にもなるという。